# Gemeindevorsteher
Als Gemeindevorsteher bezeichnet man den Leiter einer Gemeinde. 

## Deutschland
Der Begriff war bis 1945 im Deutschen Reich die übliche Bezeichnung für den Bürgermeister einer kleineren Gemeinde, gelegentlich wird er auch heute noch umgangssprachlich verwendet. In Bayern wurde die Stellung des Gemeindevorstehers bereits mit der Gemeindeordnung von 1869 gestärkt und die Bezeichnung Bürgermeister eingeführt.

## Liechtenstein
Im Fürstentum Liechtenstein ist der Gemeindevorsteher der oberste Vertreter der jeweiligen Gemeinde. Der Titel entspricht dem eines deutschen Bürgermeisters. Er gehört von Gesetzes wegen dem Gemeinderat als Mitglied und Vorsitzender an und wird in einem besonderen Wahlverfahren nach den Grundsätzen der Mehrheitswahl bestimmt. Er wird durch einen Vizevorsteher vertreten. Nur im Hauptort Vaduz wird der Titel Bürgermeister verwendet.

## Österreich
In Österreich wird die Bezeichnung Ortsvorsteher für den Leiter eines Gemeindeteils verwendet. Er vertritt den Ort gegenüber der zuständigen Gemeinde. Historisch waren die Gemeindevorsteher die Leiter der Steuergemeinden (Vorläufer der Katastralgemeinden) im frühen 19. Jahrhundert bis zur Schaffung der Ortsgemeinden (politischen Gemeinden) 1848/49, als auch für ländliche Gemeinden das Bürgermeisteramt eingeführt wurde. Die heutigen Ortsvorsteher sind meist Leiter von ehemaligen Gemeinden, die als Katastralgemeinde einer politischen Gemeinde angegliedert wurden und dabei einen Teil ihrer Unabhängigkeit bewahrt haben.

## Schweiz
In Teilen der Schweiz wird der Vorsitzende oder Angehörige der Exekutive einer Gemeinde offiziell als Gemeindevorsteher (umgangssprachlich auch Ortsvorsteher, Gemeinsmann oder Gemeindeammann) bezeichnet. Eine weitere Bezeichnung ist Gemeindepräsident. 